# Vanegas
Vanegas é um município do estado de San Luis Potosí, no México.